# Metlika (biljni rod)
Metlika (mariška, lat. Myricaria) je rod grmova iz porodice Tamaricaceae. najpoznatija vrsta je kebrač, zimzeleni grm iz srednje i južne Europe, koji je unešen na Novi Zeland i Australiju, gdje ga smatraju invazivnom vrstom.
Postoji desetak vrsta, a u Hrvatskoj je prisutan samo kebrač, gdje se vodi kao ugrožena i strogo zaštičena vrsta.

## Vrste
1. Myricaria albiflora Grierson & D.G.Long
2. Myricaria bracteata Royle
3. Myricaria davurica (Willd.) Ehrenb.
4. Myricaria germanica (L.) Desv.
5. Myricaria laxiflora (Franch.) P.Y.Zhang & Y.J.Zhang
6. Myricaria longifolia (Willd.) Ehrenb.
7. Myricaria paniculata P.Y.Zhang & Y.J.Zhang
8. Myricaria platyphylla Maxim.
9. Myricaria prostrata Hook.f. & Thomson
10. Myricaria pulcherrima Batalin
11. Myricaria rosea W.W.Sm.
12. Myricaria squamosa Desv.
13. Myricaria wardii C.Marquand